# Kevin Turen
Kevin Turen (* 16. August 1979 in New York City; † 12. November 2023) war ein amerikanischer Filmproduzent.

## Karriere
Turen wurde in New York City geboren und studierte dort an der Columbia University Englisch und Filmwissenschaften. Er arbeitete zuerst als Geschäftsführer und wurde Produktions-Vorsitzender des Filmverleihs First Look Pictures, für den er mehr als 100 Filme erwarb und vertrieb wie The Proposition (2005) und An American Crime (2007). Danach arbeitete er als Produktions-Vorsitzender für Infinity Media und als Leiter von Treehouse Films, wo er beispielsweise Arbitrage mit Richard Gere (2012) und All Is Lost mit Robert Redford (2013) produzierte.
2014 wurde er von David S. Goyer für Phantom Four Films engagiert, wo er 2018 Assassination Nation von Sam Levinson produzierte. Mit diesem und dessen Frau Ashley gründete er 2018 Little Lamb Productions. Die Fernsehserie Euphoria wurde sowohl für Turen als auch für die Levinsons die erste Produktion fürs Fernsehen. Little Lamb produzierte auch etwa die Filme Malcolm & Marie, Pieces of a Woman und 892 sowie die Miniserien Irma Vep und The Idol. Daneben produzierte Turen für Ti West die X-Trilogie X, Pearl und MaXXXine. Als Produzent und Ausführender Produzent war Turen insgesamt an mehr als 35 Produktionen beteiligt.

## Familie und Tod
Turen war ab Juni 2012 verheiratet und hatte zwei Söhne. Er starb am 12. November 2023 im Alter von 44 Jahren. Nach Berichten erlitt er einen medizinischen Notfall während einer Autofahrt mit seinem Sohn, der den Notruf alarmierte. Anfang Dezember wurde durch den Gerichtsmediziner als offizielle Todesursache akute Herzinsuffizienz und eine hypertrophe Herzkrankheit bekanntgegeben; dazu beigetragen habe auch eine Atherosklerose an den Herzkranzgefäßen („acute cardiac dysfunction“, „hypertrophic heart disease“, „coronary artery atherosclerosis“).

## Filmografie
P=Produzent, EP=Executive Producer (Ausführender Produzent)
- 2005: Wassup Rockers (P)
- 2006: Dead Girl (P)
- 2007: An American Crime (P)
- 2007: Smiley Face (P)
- 2010: Operation: Endgame (P)
- 2012: Arbitrage – Macht ist das beste Alibi (Arbitrage, P)
- 2012: Um jeden Preis – At Any Price (At Any Price, P)
- 2013: All Is Lost (EP)
- 2014: Für immer Single? (That Awkward Moment, P)
- 2014: 99 Homes – Stadt ohne Gewissen (99 Homes, P)
- 2015: Der Glücksbringer – Liebe gibt es nicht umsonst (The Benefactor, P)
- 2015: Mediterranea (EP)
- 2016: The Birth of a Nation – Aufstand zur Freiheit (The Birth of a Nation, P)
- 2018: Assassination Nation (P)
- 2018: TAU (P)
- 2018: A.X.L. (P)
- 2019: Villains (EP)
- 2019: Waves (P)
- 2019–2022: Euphoria (EP, Fernsehserie, 18 Episoden)
- 2020: The Last Days of American Crime (EP)
- 2020: Pieces of a Woman (P)
- 2021: Malcolm & Marie (P)
- 2021: North Hollywood (EP)
- 2021: They Want Me Dead (P)
- 2021: Antlers (EP)
- 2022: 892 (P)
- 2022: Sharp Stick (P)
- 2022: Massive Talent (The Unbearable Weight of Massive Talent, P)
- 2022: X (P)
- 2022: Irma Vep (EP, Fernsehserie, 8 Episoden)
- 2022: Pearl (P)
- 2023: The Idol (EP, Fernsehserie, 5 Episoden)
- 2024: MaXXXine (P) (postum)
- 2025: Hurry Up Tomorrow (P) (postum)

## Nominierungen
- 2007: Independent Spirit Award für Dead Girl als Bester Film
- 2019: Gotham Award für Waves als Bester Film und Zuschauerpreis
- 2020: Black Reel Award für Waves als Bester Film
- 2020: British Academy Television Award für Euphoria in der Kategorie International
- 2022 Primetime Emmy Award für Euphoria als Beste Dramaserie
- 2023: Chicago Indie Critics Award für X als Bester Independentfilm